# Baptisia
Baptisia este un gen de plante din familia  Fabaceae.

## Specii
Cuprinde circa 35 specii.